# فرناندو غارسيا
فرناندو غارسيا (بالإسبانية: Fernando García López)‏ (21 يوليو 1987 بيرو - ) هو لاعب كرة قدم بيروفي يلعب كمهاجم.

## روابط خارجية
- فرناندو غارسيا على موقع قاعدة بيانات كرة القدم.إي يو (الإنجليزية)